# Google аналитика
Гугл аналитика (енгл. Google Analytics) је бесплатан сервис компаније „Гугл“ за статистику праћења посета веб-сајту. Гугл аналитика се најчешће користи у односу на остале сервисе овог типа .
Корисницима су омогућени статистички прикази посета по врсти извора (претраживач, е-пошта, директне посете и остало), приказ детаља о посетиоцима (географска локација, језик који користе, веб прегледач и остало) и још много података корисних за власнике сајтова.
За коришћење Гугл аналитике неопходно је имати отворен Гугл налог. Преко једног налога могуће је пратити статистику до педесет сајтова. Ограничење такође постоји и у обиму посета. По једном сајту месечни максимум посета које се прате Гугле аналитиком је до педесет милиона. 
Прва јавна тестирања су започела новембра 2005, а сервис је званично почео са радом отворено за све заинтересоване кориснике августа 2006.